# تشارلز سينغلتون
تشارلز سينغلتون (بالإنجليزية: Charles Singleton)‏ هو كاتب أغاني أمريكي، ولد في 17 سبتمبر 1913 في جاكسونفيل في الولايات المتحدة، وتوفي في 12 ديسمبر 1985 في مقاطعة دوفال في الولايات المتحدة.

## وصلات خارجية
- تشارلز سينغلتون على موقع IMDb (الإنجليزية)
- تشارلز سينغلتون على موقع ميوزك برينز (الإنجليزية)
- تشارلز سينغلتون على موقع أول ميوزيك (الإنجليزية)
- تشارلز سينغلتون على موقع ديسكوغز (الإنجليزية)